# Cynortoides caraibicus
Cynortoides caraibicus is een hooiwagen uit de familie Cosmetidae.